# Michele Tiziano
Michele Tiziano (* 1946 in Grömitz als Michael Tietz) ist unter seinem Geburtsnamen ein deutscher Balletttänzer, Ballettlehrer, Choreograf, im Weiteren Impresario und Veranstaltungsmanager. 1993 wechselte er zur Oper und ist international als Tenor Michele Tiziano bekannt.

## Leben
Im Alter von acht Jahren begann Michele Tiziano eine Ballettausbildung am Pfalztheater in Kaiserslautern. Aufgrund seiner Stimmbegabung spielte er bereits als Neunjähriger an der Seite von Erika Köth die Kinderhauptrolle des Heinerle in Leo Falls Operette Der fidele Bauer: „Mutterl kauf mir was, ich bitt' schön, bitt'!“.
Entgegen der Ratschläge seines Vaters beharrte Michael Tietz auf die Ballettausbildung und besuchte zunächst die Hochschule für Musik und Tanz Köln. Er wechselte zu Gustav Blank, Ballettmeister an der Hochschule für Musik und Theater München, aber zog noch als Teenager nach Paris, um bei Nora Kiss im Studio Wacker und bei Raymond Franchetti an der Académie des Dance zu studieren. Es folgten internationale Ballettkurse u. a. bei Gret Palucca in Dresden, bei Rosella Hightower am Centre de Danse Classique in Cannes und in Monte Carlo bei Marika Besobrasova an ihrer l‘Académie de Danse Classique – seit 1975 mit Zusatz Princesse Grace. Zusätzlich nahm Tietz Ballettunterricht u. a. bei Alexander Iwanowitsch Puschkin im damaligen Leningrad und bei Yurij Lovrovsky in Moskau.
Nach Auftritten am Stadttheater Mainz mit Claude Debussys Nachmittag eines Pfaun und Jack Pudding von Hans Werner Henze holte ihn der Choreograf und Ballettdirektor Waclaw Orlikowsky in sein Tanzensemble an das Theater Basel.

## Wirken

### Ballett
1964 engagierte Sonia Gaskell den 18-jährigen Tietz als Ersten Solotänzer für das Het Nationale Ballet in Amsterdam.
Mit Rudolf Nurejew, der von einem Gastspiel des Kirow-Balletts in Paris 1961 nicht in die UdSSR zurückgekehrt war und am Königlichen Nationalballett einige Auftritte hatte, entwickelte sich eine kollegiale Freundschaft.
1973 verpflichtete die Deutsche Oper Berlin Michael Tietz als Starsolisten. Am West-Berliner Haus tanzte er 13 Jahre, trat aber auch in eigenen Produktionen auf und choreografierte 1974 an der Akademie der Künste Der Weg nach Harmagedon nach der Musik von György Ligeti.
An der Deutschen Oper folgten 1977 die Choreografien zu Sehnsucht, im Anschluss, ebenso zu Kompositionen von Béla Bartók, der Pas de deux Schöpfung, und 1980 das kinetisch-avantgardistische Ballett Das Ei nach elektronischen Musiken von Raymond Bacharach. Hierbei arbeitete Tietz zusammen mit Solistinnen der Deutschen Oper: Monika Radamm, Jeanette Popeleski und dem Solotänzer Jean-Pierre Liégeois. Von der komischen Oper in Ostberlin besetzte er die niederländische Solistin Yvonne Vendrig.
Tietz experimentierte mit moderner Ausstattung, mit Figuren und Auftritten auch an unkonventionellen Orten. Unter der Generalintendanz von Siegfried Palm, im Rahmen der Welturaufführung von Maki Ishiis Sō-Gū II 1980, zum Beispiel im Foyer des Berliner Opernhauses.
Anlässlich der erweiterten Inszenierung an der Akademie der Künste untertitelte Irene Sieben die Rubrik der Berliner Morgenpost: Menschlich gesehen mit „Tanzt brilliant“; zugleich thematisierte die Kritikerin das Nachwuchsproblem in der Westberliner Ballettszene, da Michael Tietz „als mittlerweile einziger deutscher Solist“ im Tanzensemble der Deutschen Oper Berlin engagiert war.

### Impresario Ballett
Bereits während seines Engagements an der Deutschen Oper hatte Tietz 1980 die Internationales Ballett Centrum Michael Tietz GmbH (IBC) mit angegliederter Ballettschule in der Uhlandstraße 185 sowie einem Studio für professionellen Tanz am heutigen George-Grosz-Platz gegründet.
Ab Ende der 1970er Jahre veranstaltete das IBC Gastspiele und Galas mit Starsolisten deutscher Opernhäuser. Darunter Falco Kapuste, Monique Jannotta von der Deutschen Oper am Rhein, Gyula Harangozó, Juriy Vamos von der Bayerischen Staatsoper, Christopher Bostwright vom Stuttgarter Ballett und Ivan Liška sowie Colleen Scott vom Hamburg Ballett.
Die Veranstaltungen mit Ballettensembles aus Osteuropa fanden zumeist unter den Schirmherrschaften von Eberhard Diepgen und Richard von Weizsäcker statt: das Kirow Ballett, das Bolschoi-Ballett, das Moskauer Ballett, aus Bulgarien das Ballett des Akademischen Nationaltheaters für Oper und das Staatsballett Sofia; der Regierender Bürgermeister von Berlin verfasste Grußworte in den Programmheften. Zu den Galas lud Michael Tietz internationale Ballettstars wie u. a. Maja Michailowna Plissezkaja, Margot Fonteyn, Paolo Bortoluzzi und Patrice Bart dazu.
1983 schrieb die Berliner Morgenpost unter dem Titel Tschaikowsky Hits im ICC, dass „Michael Tietz wieder eine Ballett Gala ausrichtete. Er hatte für die Veranstaltung deutsche und internationale Gäste eingeladen und (…) großen Beifall mit Szenen aus bekannten Tschaikowsky-Balletten wie Schwanensee, Der Nussknacker und Dornröschen erhalten.“
Seit 1982 hatte Tietz einen Schwerpunkt auf Vorstellungen mit Rudolf Nurejew gelegt und wurde zugleich sein Manager. Bis zum Tod des Weltstars verband beide eine kreative wie freundschaftliche Partnerschaft. Großveranstaltungen fanden statt u. a. im ICC Berlin, in der Alten Oper Frankfurt, der Stuttgarter Messehalle am Killesberg, der Westfalenhalle, im Deutschen Theater München und im Congress Center Hamburg.
Der Berliner Tagesspiegel berichtete am 7. November 1984: „Rudolf Nurejew, Virtuose der Klassik und dabei berühmt durch seine Ausdruckskraft, hat seit dem Vorjahr an der Pariser Oper eine neue Ballettära eingeleitet. Ihn inmitten seiner Tänzer zu erleben verhalf uns eine 'Grand Gala', die Michael Tietz mit seinem Internationalen Ballettcentrum arrangierte (…) Die ausbrechende und nicht enden wollende Schlussbegeisterung hat Berliner Elan.“
Anlässlich einer zweitägigen Veranstaltung in der Kölner Philharmonie formulierte Werner Aschemann am 8. März 1988 im Express: „Ein Deutscher lässt überall die Russen tanzen“ und spielte auf Tietz‘ Vorliebe an, vorwiegend mit Ensembles und Solisten aus Osteuropa zu arbeiten.
Im April und Mai 1991 organisierte das IBC zusammen mit Jeffrey S. Krüger, Gründer der TKO Entertainment Group, die Abschiedstournee von Rudolf Nurejew durch Großbritannien, Norwegen, Schweden und Dänemark. Begleitet wurde sie von Starsolisten des Bolschoi Theaters, von der Grand Opera Paris und vom Stanislavsky Theater Moskau. Als besonderer Gast nahm Marika Besobrasova, die Leiterin der l‘Académie de Danse Classique Princesse Grace, aus Monaco teil.

### Impresario Oper, Konzert
Für Veranstaltungen mit Klassischer Musik hatte Tietz bereits 1990 die Concert Forum Berlin Michael Tietz gegründet und organisierte Operngastspiele, Konzertabende und Recitals. Zu den Ehrengästen gehörten u. a. Fiorenza Cossotto, Katia Ricciarelli, Anna Moffo, Maria Dragoni, Celestina Casapietra, Luigi Alva, Piero Cappuccilli, René Kollo, die Sopranistin Monika Curth und ihr Ehemann Giuseppe Di Stefano, mit dem Tietz mehrere Tourneen in Deutschland und durch Europa veranstaltete.
Nach einem Liederabend von Di Stefano 1993 in Como, am Ende des Galadinners mit ausgelassener Stimmung und einer Darbietung der neapolitanischen Canzone ’O sole mio seitens Michael Tietz, realisierte der italienische Star-Tenor das stimmliche Potential seines Managers. Er unterrichtete Tietz sogleich in seinem Haus in Santa Marie oe und empfahl ihm, den Künstlernamen Michele Tiziano anzunehmen. Zur nachhaltigen Stimmbildung vermittelte Di Stefano ihm die Tenöre Mario Gallo und Ruggiero Orofino von der Mailänder Scala.
Um sein Repertoire auszubauen, nahm Michael Tietz alias Michele Tiziano weiteren Unterricht bei Celestina Casapietra von der Staatsoper Unter den Linden und Peter Gougaloff von der Deutschen Oper Berlin.
Damit zog sich Tietz vom Ballett zurück und widmete sich als Michele Tiziano dem Gesang und der Opern- und Konzertveranstaltung.

### Tenor
Als Operntenor debütierte Michele Tiziano 1993 in der Rolle des Cavaradossi in Giacomo Puccinis Oper Tosca in Amsterdam, Hamburg und Paris mit der Opera Italiano unter den Dirigenten Silvano Frontalini, Francesco Maria Martini aus Mailand und Enrico de Mori von der Arena di Verona. Zusammen mit Anna Maria Pizzoli, Paola Romanò und Adriana Maliponte folgte die erste Europatournee.
1997 trat Tiziano zusammen mit Paola Romanò und Natalia Margarit bei der Wiedereröffnung der Arena von Pompeji unter der musikalischen Leitung von Silvano Frontalini in Puccinis Oper Turandot als Prinz Calàf auf und errang den internationalen Durchbruch, indem „ihn die italienische Presse als besten Interpreten dieser Rolle feierte.“
In Verona sang Tiziano den Radames in Aida und auf dem Festival Treviso 1998 diese Rolle mit dem Chor und Orchester Verona unter der Leitung von Enrico de Mori. Er sang die Tenorpartie in Otello, in der veristischen Oper den Bajazzo, und in Giuseppe Verdis Rigoletto den Part des Herzogs von Mantua.
Die Auftritte erfolgten u. a. in Rom, Mailand, Neapel, Palermo und Brüssel, in deutschen Metropolstädten, in der Züricher Tonhalle und der Victoria Hall in Genf, dem damaligen Wohnort von Michael Tietz alias Michele Tiziano.
Ab 1998 fokussierte sich Tiziano auf Solokonzerte und Recitals mit bekannten Arien und Duette in Deutschland, der Schweiz und in Spanien wie u. a. Tiziano Solo in Concert unter Mitwirkung von Maria Dragoni, Fiorenza Cossotto und Pergonia Aniberti.
Von seiner Concert Forum Berlin wurden hierbei Städte mit einbezogen, die auch abseits der Metropolen liegen. Tiziano und die engagierten Sänger verfolgten das Ziel, berühmte Auszüge der Opera Italiana, beliebte Canzoni sowie neapolitanische Gesangsstücke auf Bühnen der Mittelstädte wie zum Beispiel in der Musik- und Kongresshalle Lübeck, der Beethovenhalle in Bonn, in Villingen-Schwenningen, Bielefeld und Gütersloh, in Hameln und Uelzen, auf der Indel Sylt aufzuführen und auch einem kleineren, gleichwohl Opern begeisterten Publikum näherzubringen.
In der Jose Carreras Gala, zugunsten der Deutschen Leukämie-Stiftung von Josep Carreras, trat er mit dem als Hommage an Enrico Caruso komponierten Lied: Caruso als Solist auf; Ausstrahlung in der ARD am 18. Dezember 2008.
Gemeinsam mit den Sopranistinnen Begoña Alberdi aus Spanien und Maria Dragoni aus Italien folgten Konzerte u. a. auf Teneriffa und Gran Canaria.

## Kunstsammler
1970 erhielt Tietz eine Reihe von Gemälden, die seine Familie über die Kriegszeiten retten konnte. Der Großvater hatte die Sammlung Ende des 19. Jahrhunderts mit altmeisterlichen Werken von Annibale Carracci, Emil Barbarini sowie Johann Georg Schütz begründet. Aus der Berliner Secession erweiterte er sie mit deutschen und französischer Impressionisten, später mit Werke des Expressionismus und mit Arbeiten der Dessauer Bauhaus-Ära sowie mit Bildern, die er auf seinen Paris-Reisen direkt von den Künstlern erwerben konnte.
In Moskau und Leningrad hatte Michael Tietz den Suprematismus für sich entdeckt und die Sammlung weiter ergänzt. Hinzu kamen Werke u. a. von Jean Pougny, ein Porträt von Nurejew, das Pablo Picasso 1969 während der Aufenthalte des Balletttstars an der Côte d’Azur gemalt hatte, und weitere Bilder der Moderne.
Ende 2013 reduzierte Tietz alias Tiziano die Sammlung und gab Werke u. a. von Ludovico Carracci, Willem van de Velde der Jüngere sowie von Adolf Dietrich, einem Vertreter der Neuen Sachlichkeit, zur Auktion. Sie erzielte knapp zwei Millionen Euro. Die B.Z. vom 16. Dezember 2013 schrieb: „Tietz-Sammlung erbringt nur rund 2 Millionen.“ Jedoch verblieb der Kern der Kollektion mit Gemälden von Edgar Degas, Paul Cézanne, von den deutschen Impressionisten Max Liebermann und Lovis Corinth, den Expressionisten Max Pechstein und Wassily Kandinsky, das Nurejew-Porträt sowie weitere Neuanschaffungen bei Michael Tietz. Eine Auswahl von 115 Werken der Moderne und 65 altmeisterliche Gemälde ist in dem Katalog Tietz Collection 2017 dokumentiert.

## Wissenswertes
Michael Tietz darf nicht verwechselt werden mit dem gleichnamigen Schauspieler und Synchronsprecher und nicht mit dem Buchautor von u. a. Rattentanz. Tietz alias Tiziano ist seit über 20 Jahre mit dem ebenfalls als Opernsänger ausgebildeten Tony Marshall befreundet.

## Diskografie (Auswahl)
- Belcanto Pop of Opera, Michele Tiziano, Columbia - 5110362.
- Die Schönsten Oper-Arien, Michele Tiziano, Sony BMG - 5110352.
- Caruso - A Tribute To Pavarotti, Michele Tiziano, Edel: Berlin Classics - 782124164928.
- Belcanto Bravissimo, Vol. 2, Ein italienischer Sommernachtstraum, Michele Tiziano live in der Musikhalle Hamburg 1996, Pinorrek Rekords Hamburg - 4013334050241.
- Verdi-Puccini-Rossini, Gala 1994, Ein italienischer Sommernachtstraum, Michele Tiziano, PAE Music, Sony Music neo - 5099751103622.